# X-ファイル シーズン4
『X-ファイル』のシーズン4（全24話）は1996年10月4日にFOXでの放送が始まり、1997年5月18日に放送が終了した。

## スタッフ
- 製作総指揮:クリス・カーター、デヴィッド・グリーンウォルト、ハワード・ゴードン、R・W・グッドウィン
- 製作:ジョセフ・パトリック・フィン、ロブ・ボウマン、ヴィンス・ギリガン、ポール・ラブウィン、キム・マナーズ、フランク・スポットニッツ
- 音楽:マーク・スノウ

## キャスト

### 主要キャスト
- デヴィッド・ドゥカヴニー - フォックス・モルダー特別捜査官
- ジリアン・アンダーソン - ダナ・スカリー特別捜査官
- ミッチ・ピレッジ - ウォルター・スキナーFBI副長官
- ウィリアム・B・デイヴィス - シガレット・スモーキング・マン
- ニコラス・リー - アレックス・クライチェック
- ブルース・ハーウッド - ジョン・フィッツジェラルド・バイヤース
- トム・ブレイドウッド - メルビン・フロヒキー
- ディーン・ハグランド - リチャード・ラングリー
- ローリー・ホールデン - マリタ・コバルービアス
- スティーヴン・ウィリアムズ - ミスターX

### 主要ゲスト
- レベッカ・トゥーラン - ティナ・モルダー
- ディーン・エイルスワース - 若い頃のウィリアム・モルダー
- シーラ・ラーケン - マーガレット・スカリー
- パット・スキッパー - ウィリアム・"ビル"・スカリー
- ブライアン・トンプソン - バウンティハンター
- ロイ・シネス - ジェレマイア・スミス
- ブレンダン・ベイサー - ペンドレル捜査官
- ドン・S・ウィリアムズ - ファースト・エルダー
- ジョン・ムーア - サード・エルダー
- ジョン・ネヴィル - ウェル・マニキュアード・マン
- モリス・パニッシュ - 銀髪の男
- チャールズ・シオフィ - スコット・ブレヴィンス課長
- ジェリー・ハーディン - ディープ・スロート
- クリス・オーウェンズ - 若い頃のシガレット・スモーキング・マン
- ジョン・フィン - マイケル・クリッチュガウ
- スティーヴ・マカジ - スコット・オステロフ
- グレッグ・マイケルズ - スコット・ギャレット
- スコット・ベリス - マックス・フェニング
- ポール・マクレーン - レナード・ベッツ
- ジョディ・フォスター - ベティーの声

## シーズンの概要
シーズン3で、モルダーとスカリーは陰謀の核心に迫りはしたが、全貌解明には至れなかった。そんな2人の姿を見たシンジケートのメンバーたちはシンジケート内部に裏切り者がいて、彼(彼女)が2人に情報を流しているのではないかと疑い始めた。そこで、シンジケートは一計を案じた。その結果、ミスターXの裏切りが露見し、粛清されてしまう。Xはダイイング・メッセージを通して、モルダーに自分の代わりとなる情報提供者を紹介した。国際連合事務総長特別代行のマリタ・コバルービアスである。
ブラックオイルを捜査するモルダーはコバルービアスの力を借り、ロシアのツングースカへと向かった。モルダーはロシアの組織に捕らえられ、ブラックオイルに含まれるウイルスのワクチン実験の被験者にさせられたが、何とかアメリカに帰ることができた。ロシアで陰謀に携わっていたアレックス・クライチェックは、研究施設から逃亡する際に現地住民につかまってしまい、左腕を切断された。
シーズン中盤、スカリーに癌が見つかる。スカリーはやがて訪れるであろう死を恐れていた。モルダーはスカリーが癌になったのはエイリアンの実験の被験者になったことが原因と考え（シーズン2第6話「昇天 Part.2」参照）、その治療法を求めてシンジケートとの取引を試みようとした。そんなモルダーを引きとどめたのがスキナーであった。実は、スキナーはモルダーの代わりにシンジケートと取引をしていたのである。
モルダーはカナダのセイントイライアス山地で見つかったエイリアンの凍死体の捜査に赴いたが、それが原因で命を狙われることになる。モルダーは追手の殺し屋の顔を撃ち抜いて身元確認を困難にした。そして、モルダー自身が自決したように見せかけた。その混乱に乗じてモルダーはペンタゴンに潜入し、スカリーのガンを治す方法を探った。その頃、スカリーはFBI内部にシンジケートに内通している人物がいることを突き止めていた。

## 製作
シーズン4は「ミソロジー」に劇的な変化をもたらした。第1話「支配者」ではモルダーの情報提供者、ミスターXが退場した。スティーヴン・ウィリアムズはこの件に関して「クリス・カーターから私に電話があった。カーターは「いいニュースと悪いニュースがある。いいニュースは君が今週に撮影されるエピソードに出演できるということだ。悪いニュースはミスターXがそのエピソードで銃撃されて死ぬということだ。」と言ってきたんだ。」と語っている。ミスターXの死によって、その代わりとなる情報提供者が必要になった。スタッフはマリタ・コバルービアスと言うキャラクターを創造した。カーターは「モルダーの次の情報提供者が女性だったら面白いと思った。」「モルダーとコバルービアスが恋に落ちる可能性を匂わせておきたかった。」と述べている。また、「支配者」は殺人バチの初登場回でもあった。殺人バチは劇場版第1作でも大きな役割を担った。カーターは「『X-ファイル』の中でも、シーズン4が最も緊張感のあるシーズンで、製作に難渋したシーズンかもしれない。」と回想している。
本シーズンではスカリーが末期癌に侵されていることが判明し、それが治療可能であるかどうかを視聴者に明かさないまま終了した。製作スタッフはかなり早い段階でスカリーが癌に侵されるという設定を盛り込むことを決めていた（カーターによると、スカリーの母親、マーガレットが癌に侵されるという案も出ていた）。これによって、信仰、科学、医療やある種の超常現象と言った事柄を番組で扱うための素地ができた。しかし、スタッフの中にはこの設定に「安っぽいテレビ的な設定」と不満を持った者もいたという。一方、フランク・スポットニッツは「シーズン3の「二世」で癌に侵されたアブダクティーが登場したのだから、スカリーが癌に侵されるのは自然な流れであった。」と述べている。
同じくFOXで放送されていた『宇宙の法則』が打ち切りになったことを受けて、カーターはグレン・モーガンとジェームズ・ウォンに『X-ファイル』への復帰を持ち掛けた。モーガンは復帰の条件として『宇宙の法則』のスタッフを起用することを求め、カーターはこれを了承した。モーガンは「『宇宙の法則』のスタッフが日の目を見るようにしたかった」と述べている。

## 評価

### 視聴率
シーズン4第1話「支配者」は1996年10月4日に放送され、2111万人が視聴した（視聴率は13.2%）。この数字はシーズン3最終話「タリサ・クミ」の数字（1786万人）を上回るものであった。「支配者」は『X-ファイル』の中で初めて視聴者数2000万人を超えたエピソードでもある。シーズンが進むにつれて視聴率は徐々に低下していったが、2000万人前後の視聴者数を維持していた。
第12話「腫瘍」は第31回スーパーボウルの終了直後に放送されたこともあって、シリーズ最多となる2910万人の視聴者を獲得した。一方、シーズン最低は第15話「魂のない肉体」と第16話「P.O.W」が記録した1656万人である。最終話の「ゲッセマネ」は1985万人の視聴者を獲得した（視聴率は13.2%）。
1996年度に放送されたテレビ番組の視聴者数ランキングで、『X-ファイル』シーズン4は第11位となった（1話当たりの視聴者数:1920万人）。

### 批評家からの評価
シーズン4は批評家から高く評価されたが、以前のシーズンには劣るとの評も出た。『コントラ・コスタ・タイムズ』は「イラつくような展開すらも面白いものになっている」と評している。『サクラメント・ビー』は本シーズンと『ザ・シンプソンズ』、『キング・オブ・ザ・ヒル』の3つを合わせて「見るべき本物のテレビ番組」と称賛した。『USAトゥデイ』は「シーズン4は『X-ファイル』シリーズの最高のシーズンではない。しかし、驚嘆するほど素晴らしい出来栄えだった。」と述べている。『A.V.クラブ』のザック・ハンドルンは本シーズンに極めて高い評価を下し、「シーズン4のエピソードの多くが実存主義に即したものになっている。」と述べる一方で、「シーズン4で展開された「ミソロジー」(特に最終話の「ゲッセマネ」)はどれも似通ったものになり始めていて、そうした反復は陳腐だ。」と批判している。

### 受賞
シーズン4は第49回プライムタイム・エミー賞で12のノミネーションを獲得し、ジリアン・アンダーソンの主演女優賞、「メメント・モリ」の美術賞、「MAX Part.1」の音響賞の3つを受賞した。ドゥカヴニーは初めてエミー賞にノミネートされたが、受賞は逃した。また、第54回ゴールデングローブ賞では作品賞（ドラマ部門）、主演男優賞、主演女優賞の3部門で受賞を果たした。

## エピソード一覧
| No. | #  | タイトル                                   | 監督                       | 脚本                                                                                | 放送日         | プロダクション コード | 合衆国視聴者数 （百万） |
| --- | -- | ------------------------------------------ | -------------------------- | ----------------------------------------------------------------------------------- | -------------- | --------------------- | ----------------------- |
| 74 | 1  | "支配者" Herrenvolk"                       | R・W・グッドウィン         | クリス・カーター                                                                    | 1996年10月4日  | 4X01                  | 21.11                   |
| オープニングのスローガンは「Everything Dies（すべては滅びる）」。スミスと共にカナダの農場を訪れたモルダーが見たものは、そこで働くサマンサのクローン達だった。スカリーはスミスのコンピューターに残されていたデータから、種痘により国民が管理されているのではないかと推測する。 |    |                                            |                            |                                                                                     |                |                       |                         |
| 75 | 2  | "ホーム" Home"                             | キム・マナーズ             | グレン・モーガン & ジェームズ・ウォン                                               | 1996年10月11日 | 4X03                  | 18.85                   |
| ペンシルベニアの小さな田舎町で発見された生後間もない幼児の死体が発見された。しかしその体は、所々に遺伝的な奇形が見られていた。調査に訪れたモルダーとスカリーは地元の保安官の協力のもと捜査を行う中、町の外れにある世間とは隔絶して自給自足の生活をしているある一家を発見する。彼らは遥か昔から近親婚を繰り返してきており、自分の血筋を絶やさない為に奇形のない子孫を生もうとしていたのであった。そして自分達の身を守る為、彼らは凶行へと走る。                                                           |    |                                            |                            |                                                                                     |                |                       |                         |
| 76 | 3  | "メラニン" Teliko"                         | ジェームズ・チャールストン | ハワード・ゴードン                                                                  | 1996年10月18日 | 4X04                  | 18.01                   |
| オープニングのスローガンは「Deceive Inveigle Obfuscate（欺瞞・歪曲・陰謀）」。黒人男性が色素を奪われ殺された。ブルキナファソの大使はアフリカの化け物「テリコ」の仕業だとモルダーに伝える。 |    |                                            |                            |                                                                                     |                |                       |                         |
| 77 | 4  | "アンルーヘ" Unruhe"                       | ロブ・ボウマン             | ヴィンス・ギリガン                                                                  | 1996年10月27日 | 4X02                  | 19.10                   |
| 女性たちの頭の中に「叫び魔」がいると思い込む男が、誘拐・監禁して脳をいじり廃人にしていく。 |    |                                            |                            |                                                                                     |                |                       |                         |
| 78 | 5  | "追憶" The Field Where I Died"             | ロブ・ボウマン             | グレン・モーガン & ジェームズ・ウォン                                               | 1996年11月3日  | 4X05                  | 19.85                   |
| カルト教団「七つ星寺院」で、児童虐待と銃器の不法所持が行なわれているとの内部告発の電話があった。密告者は男性の声で”シドニー”と名乗った。 ウォーレン役でマイケル・マッシーが出演している。 |    |                                            |                            |                                                                                     |                |                       |                         |
| 79 | 6  | "整形" Sanguinarium"                       | キム・マナーズ             | ヴァレリー・メイヒュー & ヴィヴィアン・メイヒュー                                   | 1996年11月10日 | 4X06                  | 18.85                   |
| 大病院の整形外科で、医師たちの暴走で次々と患者が死亡していく。医師たちは同じ薬を服用しており、それは黒魔術の儀式に使われる薬だった。 |    |                                            |                            |                                                                                     |                |                       |                         |
| 80 | 7  | "紫煙" Musings of a Cigarette Smoking Man" | ジェームズ・ウォン         | グレン・モーガン                                                                    | 1996年11月17日 | 4X07                  | 17.09                   |
| CSマンの過去がわずかながら明らかになる。若き日のスモーキングマンをジェフリー・スペンダー（スモーキングマンの息子）役のクリス・オーウェンが演じている。 |    |                                            |                            |                                                                                     |                |                       |                         |
| 81 | 8  | "ツングースカ Part.1" Tunguska"            | キム・マナーズ             | フランク・スポトニッツ & クリス・カーター                                           | 1996年11月24日 | 4X09                  | 18.85                   |
| テログループの一員として働いていたクライチェックを逮捕したモルダーとスカリー。彼の情報でロシアから持ち込まれた鉱物を手に入れるが、その鉱物を巡って殺人事件がおきる。スカリーは研究所に鉱物の分析を依頼するが、分析を担当した科学者が鉱物の中から出てきたブラックオイルに感染し意識不明になる。モルダーは鉱物の正体を知るためにロシアのツングースカへ飛ぶが、秘密実験場で捕まり、ワクチン開発実験の実験体としてブラックオイルに感染させられてしまう。                                                     |    |                                            |                            |                                                                                     |                |                       |                         |
| 82 | 9  | "ツングースカ Part.2" Terma"               | ロブ・ボウマン             | フランク・スポトニッツ & クリス・カーター                                           | 1996年12月1日  | 4X10                  | 17.34                   |
| オープニングのスローガンは「E pur si muove」。これはイタリア語で、ガリレオが言ったとされる有名な台詞「それでもそれ（地球）は動く」。 |    |                                            |                            |                                                                                     |                |                       |                         |
| 83 | 10 | "ペーパー・ハート" Paper Hearts"           | ロブ・ボウマン             | ヴィンス・ギリガン                                                                  | 1996年12月15日 | 4X08                  | 16.59                   |
| バージニア州の公園で、白骨化した少女の死体が発見された。衣服の左胸の部分がハート型に切り抜かれていることから、現在服役中のジョン・リー・ローチがその犯人としてあげられた。13人の少女を次々に誘拐して殺害、戦利品として被害者の衣服をハート型に切り取って集めていた殺人鬼である。数日後、彼が犯行当時に使用していた車の屋根の内側から16枚のハートの布きれを発見され、追求したところ、そのうち1枚は モルダー捜査官の妹、サマンサのものであるという返事があった。ローシュ役でトム・ヌーナンが出演している。 |    |                                            |                            |                                                                                     |                |                       |                         |
| 84 | 11 | "カビ" El Mundo Gira"                      | タッカー・ゲイツ           | ジョン・シャイバン                                                                  | 1997年1月12日  | 4X11                  | 22.37                   |
| カリフォルニア州で季節労働者の女性の変死体が発見された。住民たちはチュパカブラが現れたと恐れる。 |    |                                            |                            |                                                                                     |                |                       |                         |
| 85 | 12 | "腫瘍" Leonard Betts"                      | キム・マナーズ             | ヴィンス・ギリガン & ジョン・シャイバン & フランク・スポトニッツ                    | 1997年1月26日  | 4X14                  | 29.15                   |
| 全身が癌細胞でできた男が他者の癌細胞を取り込んでいく。そしてその魔手はスカリーにもおよぶ。ポール・マクレーンがレナード・ベッツを演じる。 |    |                                            |                            |                                                                                     |                |                       |                         |
| 86 | 13 | "タトゥー" Never Again"                    | ロブ・ボウマン             | グレン・モーガン & ジェームズ・ウォン                                               | 1997年2月2日   | 4X13                  | 21.36                   |
| 男の腕に彫られた女性の顔のタトゥー、そのタトゥーが男を殺人鬼に変える。タトゥーの声は本作のファンでもあるジョディ・フォスターが担当。エドワード・ジャーズ役はロドニー・ローランドである。 |    |                                            |                            |                                                                                     |                |                       |                         |
| 87 | 14 | "メメント・モリ" Memento Mori"             | ロブ・ボウマン             | クリス・カーター & ヴィンス・ギリガン & ジョン・シャイバン & フランク・スポトニッツ | 1997年2月9日   | 4X15                  | 19.10                   |
| 「Memento Mori」とはラテン語で「汝は死を覚悟せよ」の意。スカリーが癌に侵された。かつて出会ったUFOサークルのメンバーも癌に侵されていたことを思い出したスカリーは、再びメンバーと接触する。 |    |                                            |                            |                                                                                     |                |                       |                         |
| 88 | 15 | "魂のない肉体" Kaddish"                    | キム・マナーズ             | ハワード・ゴードン                                                                  | 1997年2月16日  | 4X12                  | 16.56                   |
| 強盗殺人犯の少年たちが次々と殺害されていく。犯人は彼らの殺した男の姿をしており、その正体はユダヤ教に伝わる秘術で作られた土人形＝ゴーレムだった。 |    |                                            |                            |                                                                                     |                |                       |                         |
| 89 | 16 | "P.O.W" Unrequited"                        | マイケル・ラング           | 原案: ハワード・ゴードン 脚本: ハワード・ゴードン & クリス・カーター                | 1997年2月23日  | 4X16                  | 16.56                   |
| P.O.WはPrisoner of war=捕虜の意味。ベトナム戦争で捕虜になったティーガーは他人の視覚に盲点のように映りにくいという能力を持つ。捕虜になった自分たちがいることを知りながら見殺しにした軍の将校たちを襲っていく。 |    |                                            |                            |                                                                                     |                |                       |                         |
| 90 | 17 | "MAX Part.1" Tempus Fugit"                 | ロブ・ボウマン             | クリス・カーター & フランク・スポトニッツ                                           | 1997年3月16日  | 4X17                  | 18.85                   |
| 「堕ちた天使」で登場した青年マックスが再登場。機密を持って飛行機に乗り込んだ彼のもとにUFOが出現し、彼は飛行機事故に巻き込まれてしまう。モルダーたちは事故の真相を追う。 |    |                                            |                            |                                                                                     |                |                       |                         |
| 91 | 18 | "MAX Part.2" Max"                          | キム・マナーズ             | クリス・カーター & フランク・スポトニッツ                                           | 1997年3月23日  | 4X18                  | 18.34                   |
| スカリーに好意を寄せるペンドレル捜査官が凶弾に倒れる。モルダーはマックスと同じようにUFOの動力パーツと思われる物を手にし、飛行機に搭乗する。しかし殺し屋も同じ便に乗り込み・・・ |    |                                            |                            |                                                                                     |                |                       |                         |
| 92 | 19 | "凍結" Synchrony"                          | ジェームズ・チャールストン | ハワード・ゴードン & デヴィッド・グリーンウォルト                                   | 1997年4月13日  | 4X19                  | 18.09                   |
| マサチューセッツ工科大学に通うジェイソンは、自分の名を呼び、友人がバスに引かれるのを止めろという見ず知らずの老人に出会う。老人は警備員に連れて行かれるが、友人は言葉通りバスに引かれてしまう。翌日警備員は凍結した状態で発見される。不思議なことに、警備員の車の中でジェイソンの指紋が検出された。 |    |                                            |                            |                                                                                     |                |                       |                         |
| 93 | 20 | "スモール・ポテト" Small Potatoes"         | クリフ・ボール             | ヴィンス・ギリガン                                                                  | 1997年4月20日  | 4X20                  | 20.86                   |
| ウェストバージニア州のある町で、『スター・ウォーズ』ファンの女性が尻尾のある赤ん坊を産んだ。それは尾肢と呼ばれるものだったが、その町では他に4人も尻尾をもつ赤ん坊が生まれていた。 |    |                                            |                            |                                                                                     |                |                       |                         |
| 94 | 21 | "ゼロ・サム" Zero Sum"                     | キム・マナーズ             | ハワード・ゴードン & フランク・スポトニッツ                                         | 1997年4月27日  | 4X21                  | 18.60                   |
| アンダーソンが別のテレビドラマ収録の為、スカリーは登場しない。スカリーを癌から救うべく、CSマンと取引をしたスキナーは、彼の命令により、変死事件の証拠隠滅を図る。そこで撲滅したはずの天然痘ウイルスを運ぶ蜂を発見する。同シーズン「支配者」の後日談であり、それと同時に映画版をつなぐようなエピソードにもなっている。 |    |                                            |                            |                                                                                     |                |                       |                         |
| 95 | 22 | "哀歌" Elegy"                              | ジェームズ・チャールストン | ジョン・シャイバン                                                                  | 1997年5月4日   | 4X22                  | 17.10                   |
| ボウリング場の店主がある女性を目撃するが、それは目撃したのと同じ時間に別の場所で殺された女性だった。やがて店主は持病の心臓発作で亡くなってしまう。モルダーは死に近い人が、幽霊を見るのではないかと推測する。スカリーも、別の殺された女性の姿を目撃していた。 |    |                                            |                            |                                                                                     |                |                       |                         |
| 96 | 23 | "フラッシュバック" Demons"                 | キム・マナーズ             | R・W・グッドウィン                                                                  | 1997年5月11日  | 4X23                  | 19.10                   |
| モルダーはある朝起きるとロードアイランド州のモーテルのベッドで血だらけのシャツを着ていた。スカリーを呼び出し、自分の身に何が起こったのかを調べていく。モルダーの頭の中には過去のサマンサやスモーキングマンのイメージがフラッシュバックし、彼はこの記憶を取り戻そうとするが。 |    |                                            |                            |                                                                                     |                |                       |                         |
| 97 | 24 | "ゲッセマネ" Gethsemane"                   | R・W・グッドウィン         | クリス・カーター                                                                    | 1997年5月18日  | 4X24                  | 19.85                   |
| オープニングのスローガンは「Believe the Lie（偽りを信じよ）」。セイントイライアス山地で氷漬けになった異星人が発見された。モルダーらは多大な犠牲を払いながらも異星人の遺体を手に入れる。だが、国防総省スタッフのグリッチュガウはそれは偽物で、これまでモルダーが手に入れた異星人の情報も全て嘘だと告げる。ゲッセマネとは、キリストが十字架に磔にされる前、神に最後の祈りをささげた場所である。 |    |                                            |                            |                                                                                     |                |                       |                         |